# Їржі Швець
Їржі Швець (чеськ. Jiří Švec; нар. 20 листопада 1935, Нетолиці, ЧССР (нині Південночеський край, Чехія) — 30 червня 2014) — чехословацький борець греко-римського стилю, срібний та бронзовий призер чемпіонатів світу, срібний та бронзовий призер чемпіонатів Європи, учасник трьох Олімпійських ігор.

## Життєпис
Виступав за клуб «Rudá hvezda» з Праги. П'ять разів ставав чемпіоном ЧССР з греко-римської боротьби — у 1957, 1959, 1962, 1966 та 1968 роках. Також у 1963 році здобув титул чемпіона ЧССР з вільної боротьби.
Їржі Швець посів друге місце на чемпіонаті світу в 1963 році і третє місце в 1961 році. У 1968 році він був другим, а в 1967 році — третім на чемпіонатах Європи.
На літніх Олімпійських іграх 1960 року в Римі у трьох перших колах послідовно переміг за очками борця з Ірану Алі Бані Хашемі, грецького спортсмена Михайла Теодоропулоса та представника Австрії Франца Брюннера. У четвертому колі його поєдинок з болгарським борцем Дінко Петровим завершився внічию. Після п'ятої сутички зі шведським борцем Едвіном Вестербю, яка також завершилася внічию, він набрав 7 штрафних очок і вибув з подальшої боротьби, посівши підсумкове п'яте місце.
На наступній Олімпіаді 1964 року в Токіо виграв дві перші сутички над Чан І Хеном з Південної Кореї і борцем з Ірану Сіавашем Шавізаде. У третьому колі Швець зазнав поразки за очками від румунського борця Йона Черні, а в наступному колі відборовся внічию з радянським українським спортсменом Владленом Тростянським. У заключній сутичці п'ятого кола Швець зазнав поразки за очками від представника Японії Масаміцу Ітігуті і посів четверте місце.
У 1968 році на Олімпіаді в Мехіко в першій сутичці чисто переміг Хосе Луїса Гарсія з Гватемали. У наступній сутичці з Ніколасом Лазароу з Греції обидва борці були дискваліфіковані за неактивність. У третій сутичці з представником Японії Хідео Фудзімото Швець програв за очками і завершив виступ, не вийшовши з групи.

## Спортивні результати на міжнародних змаганнях

### Виступи на Олімпіадах
| Змагання                    | Збірна         | Вагова категорія                 | Місце             |
| --------------------------- | -------------- | -------------------------------- | ----------------- |
| Літні Олімпійські ігри 1960 | Чехословаччина | греко-римська боротьба, до 57 кг | 5                 |
| Літні Олімпійські ігри 1964 | Чехословаччина | греко-римська боротьба, до 57 кг | 4                 |
| Літні Олімпійські ігри 1968 | Чехословаччина | греко-римська боротьба, до 63 кг | не вийшов з групи |

### Виступи на Чемпіонатах світу
| Змагання                        | Збірна         | Вагова категорія                 | Місце  |
| ------------------------------- | -------------- | -------------------------------- | ------ |
| Чемпіонат світу з боротьби 1955 | Чехословаччина | греко-римська боротьба, до 57 кг | 4      |
| Чемпіонат світу з боротьби 1958 | Чехословаччина | греко-римська боротьба, до 57 кг | 4      |
| Чемпіонат світу з боротьби 1961 | Чехословаччина | греко-римська боротьба, до 57 кг | Бронза |
| Чемпіонат світу з боротьби 1963 | Чехословаччина | греко-римська боротьба, до 57 кг | Срібло |
| Чемпіонат світу з боротьби 1965 | Чехословаччина | греко-римська боротьба, до 63 кг | 5      |

### Виступи на Чемпіонатах Європи
| Змагання                         | Збірна         | Вагова категорія                 | Місце  |
| -------------------------------- | -------------- | -------------------------------- | ------ |
| Чемпіонат Європи з боротьби 1967 | Чехословаччина | греко-римська боротьба, до 63 кг | Бронза |
| Чемпіонат Європи з боротьби 1968 | Чехословаччина | греко-римська боротьба, до 63 кг | Срібло |